# 최빛나
최빛나(崔빛나, 1977년~)는 대한민국의 학예사이다. 네덜란드 위트레흐트에 위치한 미술기관 카스코(CASCO)의 감독을 맡고 있다.